# HSM Amstel
De Amstel was de naam van de vijfde stoomlocomotief van de Hollandsche IJzeren Spoorweg-Maatschappij (HSM) en tevens de eerste in Nederland gebouwde locomotief. 
Ter aanvulling van de vier in Engeland gebouwde locomotieven Arend, Leeuw, Snelheid en Hoop bestelde de HSM een locomotief bij de in Amsterdam gevestigde fabriek van Christiaan Verveer. Als voorbeeld diende de locomotief 1 Jupiter van de Rijn Spoor (later overgenomen door de Nederlandsche Rhijnspoorweg-Maatschappij (NRS)), die in 1840 werd geleverd door de fabriek van Sharp, Roberts and Company te Manchester. Omdat de aanleg van de spoorlijn meer tijd vergde dan gepland nog niet kon worden gebruikt en werd de locomotief tijdelijk afgestaan aan de fabriek van Christiaan Verveer. De Amstel werd in 1840 aan de HSM geleverd en was eveneens van het door Stephenson gepatenteerde type Patentee. 
Nadat het spoor van de NRS in de periode 1854-1855 was omgebouwd van breedspoor tot normaalspoor, probeerde de HSM een aantal van de bij de NRS overbodig geraakte jongere breedspoorlocomotieven over te nemen, ter vervanging van de oudste eigen locomotieven. De NRS had deze echter al aan de handelaar B.J. Nijkerk in Amsterdam verkocht. Met deze handelaar kwam de HSM overeen om twaalf locomotieven te ruilen met bijbetaling van 2000 gulden per locomotief. In 1857 werd de Amstel aan deze handerlaar verkocht om te worden geruild tegen de voormalige NRS locomotief 22. Deze 22 kwam pas in 1858 bij de HSM in dienst. In de tussenliggende tijd mocht de HSM tegen betaling van huurpenningen de Amstel tot 1858 blijven gebruiken. De 22 werd bij de HSM gebruikt tot 1866.
| Fabrieksnummer | Naam   | In dienst | Uit dienst | Bijzonderheden        |
| -------------- | ------ | --------- | ---------- | --------------------- |
| 1              | Amstel | 1840      | 1858       | Geruild tegen NRS 22. |